# Plaza de Armas de Guadalajara
La Plaza de Armas de Guadalajara se ubica en el municipio de Guadalajara y es el núcleo del centro histórico de la capital de Jalisco.
Se ubica en el cuadrante delimitado por la calle Morelos por el norte, la avenida Ramón Corona por el este, la calle Pedro Moreno por el sur y el Paseo Alcalde por el oeste. Bajo la plaza se encuentra la estación Guadalajara Centro del Tren Eléctrico Urbano de Guadalajara, inaugurada en 2020 para la línea 3.

## Historia
La capital jalisciense se fundó el 14 de febrero de 1542 por el conquistador Cristóbal de Oñate donde ahora se encuentra la Plaza Fundadores, pero tan solo dos décadas después en 1561 se creó una nueva plaza mayor en el sitio actual para que la ciudad no estuviera tan cerca del río San Juan de Dios y se pusiera a riesgo de inundación. Su trazado en forma de damero, semejante a un tablero de ajedrez. De esta forma se planificó la construcción de una plaza central en torno a la cual se erigieron los principales edificios administrativos: la catedral, el obispado, las casas reales, las casas consistoriales, la real contaduría, la casa de moneda, el seminario y el convento de la Merced.
Durante casi un siglo desde su fundación, la plaza estaba en terregal, hasta que en 1630 fue empedrada y se instaló una cisterna para proveer agua a los habitantes.
En torno a la plaza nacieron las recovas o mercados, pues las carretas con mercancías como las frutas y verduras y hasta pescado del río Lerma o la laguna de Cajititlán llegaban a esta zona durante la época virreinal. Al medio, se ubicaba la horca para ejecutar a los sentenciados y demostrar el poder de la Justicia Real.
Durante el gobierno de Ignacio Luis Vallarta, se instalaron bancas y columnas con faroles. El gobernador Ramón Corona posteriormente renovó por completo la plaza y agregó un quiosco. En 1910 fue renovada para conmemorar el centenario de la Independencia de México. El presidente Porfirio Díaz donó a la ciudad el quiosco adornado de hierro forjado en el centro de la plaza. Construida en París, la estructura modernista presenta una cúpula sostenida por ocho pilares en forma de figuras femeninas que representan cada uno un instrumento musical diferente. Inicialmente causaron un escándalo, ya que los residentes conservadores pensaron que sus figuras estaban semidesnudas, siendo posteriormente cubiertas con túnicas.
Entre 2016 y 2018, una renovación de la zona debido a las obras de construcción de la estación Guadalajara Centro del Tren Eléctrico Urbano de Guadalajara dio origen a la actual plaza.

### Antimonumenta

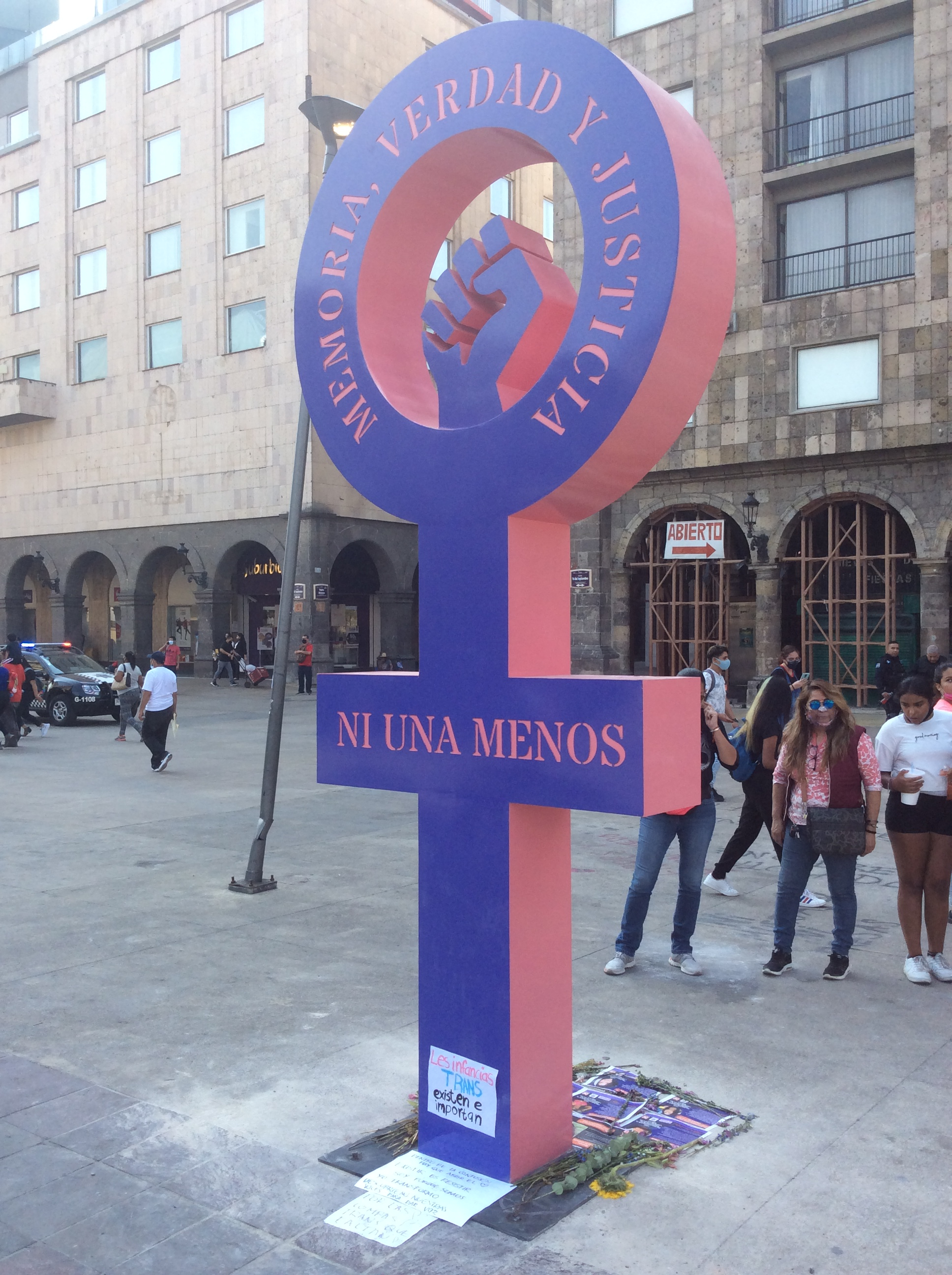
Antimonumenta de Guadalajara.

El 25 de noviembre de 2020, un grupo de aproximadamente 250 mujeres conformado por familiares de las víctimas y miembros de colectivas feministas, erigió una antimonumenta en la Plaza de Armas. 

La coordinadora del Comité de América Latina y El Caribe para la Defensa de los Derechos Humanos de la Mujer (CLADEM), Guadalupe Ramos Ponce, explicó que:
«su colocación es para recordar la afrenta, la injusticia, la deuda pendiente para con las niñas y las mujeres del Estado en torno a las desapariciones y feminicidios».
En un frente de la Antimonumenta, que cuenta con el mismo diseño y colores de la de la Ciudad de México, se lee: «MEMORIA, VERDAD Y JUSTICIA» y «NI UNA MENOS»; y en el otro : «NI PERDÓN, NI OLVIDO», y «NO + FEMINICIDIOS». 
La estructura de 3 metros de altura y un peso de 300 kg, se instaló en la Plaza de Armas de la ciudad, la cual fue renombrada simbólicamente por los manifestantes como «Plaza Imelda Virgen», en honor a Imelda y a todas las víctimas de feminicidio. En la placa del monumento se puede leer la leyenda: “Plaza Imelda Virgen (1971-2012) y de todos los feminicidios cometidos en Jalisco. Que resuene fuerte la rabia, el dolor y el amor de quienes las recordamos exigiendo justicia”.
El Secretario General de Gobierno de Jalisco, Enrique Ibarra Pedroza, intentó disuadir a las manifestante de colocar la antimonumenta en ese sitio. En respuesta, la estructura fue rodeada por grupos de mujeres para prevenir su retiro por parte de las autoridades. Ese mismo día por la tarde, el gobierno del estado anunció que brindaría resguardo a la escultura.

## Entorno
Forma parte de la cruz de plazas en el centro histórico, junto a la Plaza Guadalajara, la Plaza de la Liberación y la Rotonda de los Jaliscienses Ilustres.
Al lado norte de la plaza se encuentra el conjunto catedralicio que está conformado por la catedral propiamente tal, el Sagrario Metropolitano y el palacio arzobispal. La construcción de la iglesia se realizó en conjunto con la fundación de la ciudad. En 1561 comenzó su construcción, siendo finalizada en 1618. A mediados del siglo XIX, Manuel Gómez Ibarra diseñó las dos torres que ahora coronan la catedral.
Al lado oriente de la plaza se ubica el Palacio de Gobierno de Jalisco, sitio de eventos importantes en la historia mexicana y dos veces palacio nacional. Fue ahí donde Miguel Hidalgo y Costilla expidió el decreto contra la esclavitud, las gabelas y el papel sellado, donde declaró abolida la esclavitud en la Nueva España. En 1858 durante la guerra de Reforma, Benito Juárez llegó a Guadalajara acompañado de su gabinete y algunos miembros del Congreso. Durante una reunión en el palacio, Juárez casi fue víctima de una traición. Guillermo Prieto salvó la vida de Juárez anteponiéndose a su persona y gritando su famosa frase de «los valientes no asesinan» cuando Filomeno Bravo había dado la orden de fusilar al presidente. Hoy en día funciona como sede del poder ejecutivo del gobierno estatal y alberga un museo que incluye murales de José Clemente Orozco.
En la esquina suroriente se encuentra el Palacio de Velasco, considerado como el mejor ejemplo del art nouveau en Guadalajara, fue sede de Alamacenes el Nuevo Mundo, una escuela, y actualmente pertenece es sede de la Secretaría de Hacienda Pública del Estado.
En torno a la plaza se ubican también diversos locales comerciales, como el Portal Quemado, ubicado frente al costado sur de la plaza que alberga una tienda Liverpool que anteriormente era Fábricas de Francia.

## Arboretum
El «Arboretum Plaza de Armas» es un espacio que se encuentra en proceso de restauración ambiental; actualmente lo habitan 81 ejemplares de más de 17 especies nativas de árboles del Occidente de México, las cuales se muestran en la siguiente tabla:
| Flora           | Flora                        |
| Nombre          | Nombre científico            |
| --------------- | ---------------------------- |
| Arrayán         | Psidium sartorianum          |
| Cacalosúchil    | Plumeria rubra               |
| Calabazate      | Cochlospermum vitifolium     |
| Camichín        | Ficus pertusa                |
| Clavellina      | Pseudobombax ellipticum      |
| Cojoba          | Cojoba arborea               |
| Copal           | Protium copal                |
| Copalillo       | Bursera excelsa              |
| Jinicuil        | Inga edulis                  |
| Mezquite        | Prosopis laevigata           |
| Papelillo       | Bursera simaruba             |
| Pino maxi       | Pinus maximartinezii         |
| Pino michoacano | Pinus devoniana              |
| Primavera       | Roseodendron donnell-smithii |
| Rosamorada      | Tabebuia rosea               |
| Sabino          | Taxodium mucronatum          |
| Tezcalama       | Ficus nymphaeifolia          |

## Galería

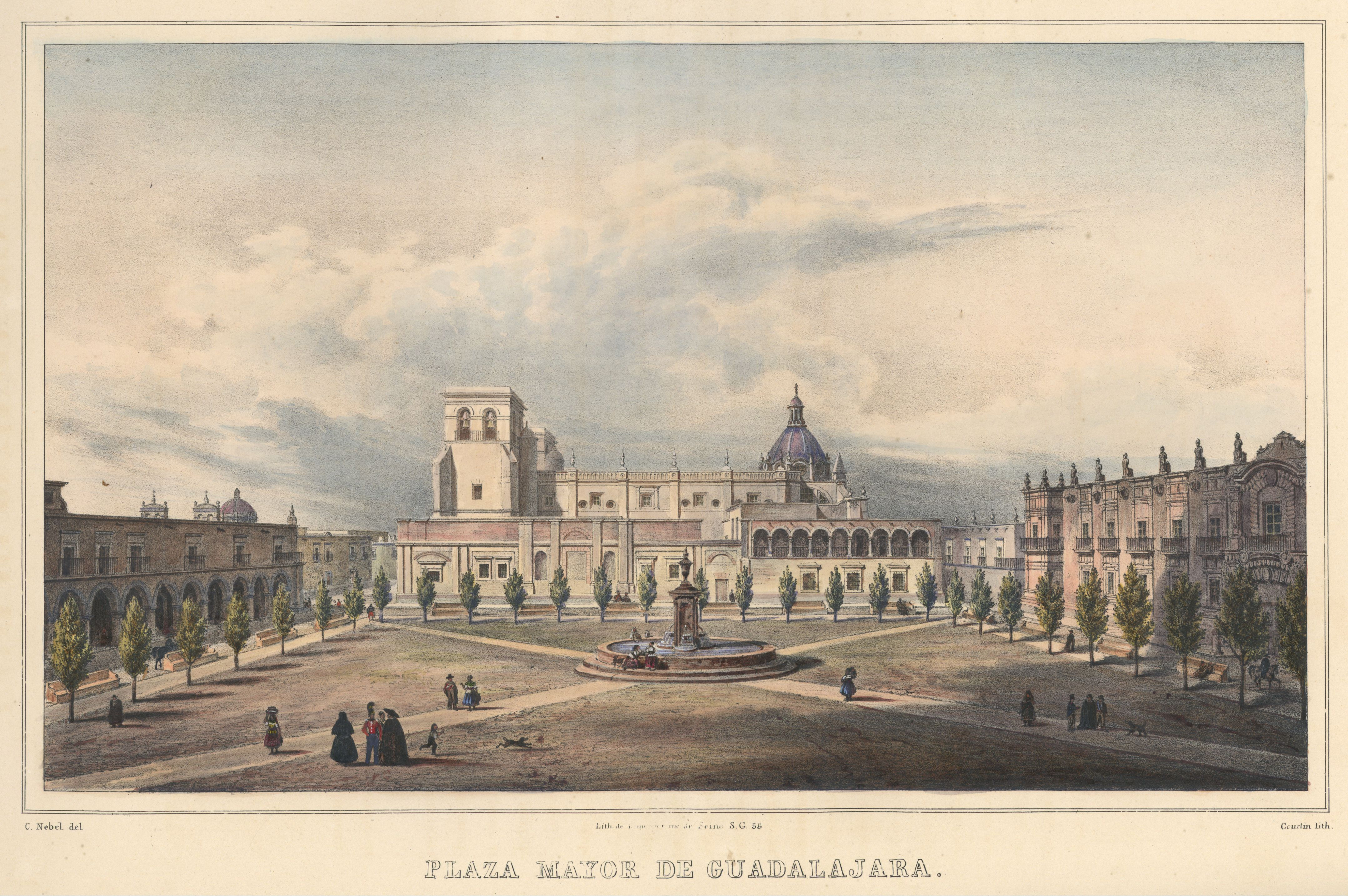
Pintura de la Plaza Mayor en 1836.
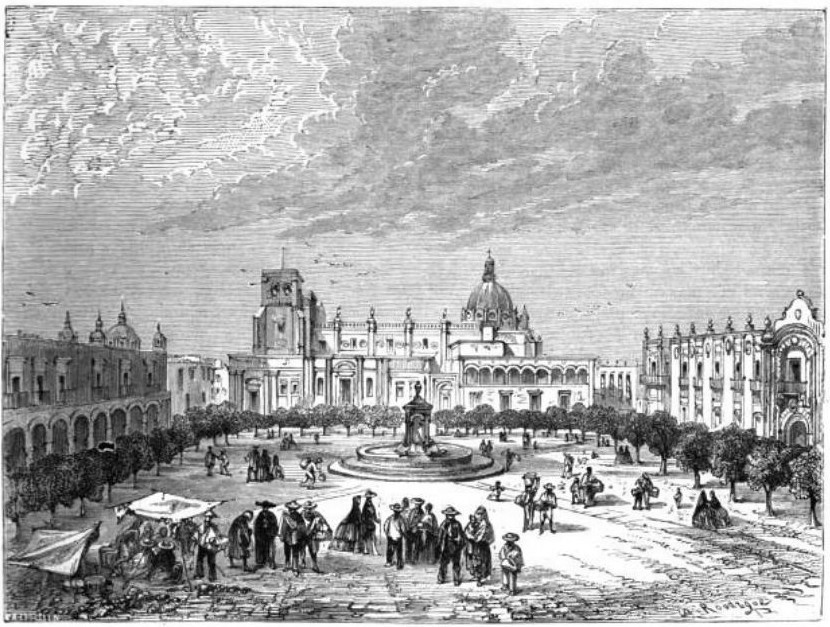
Grabado de la Plaza de Armas en 1862.
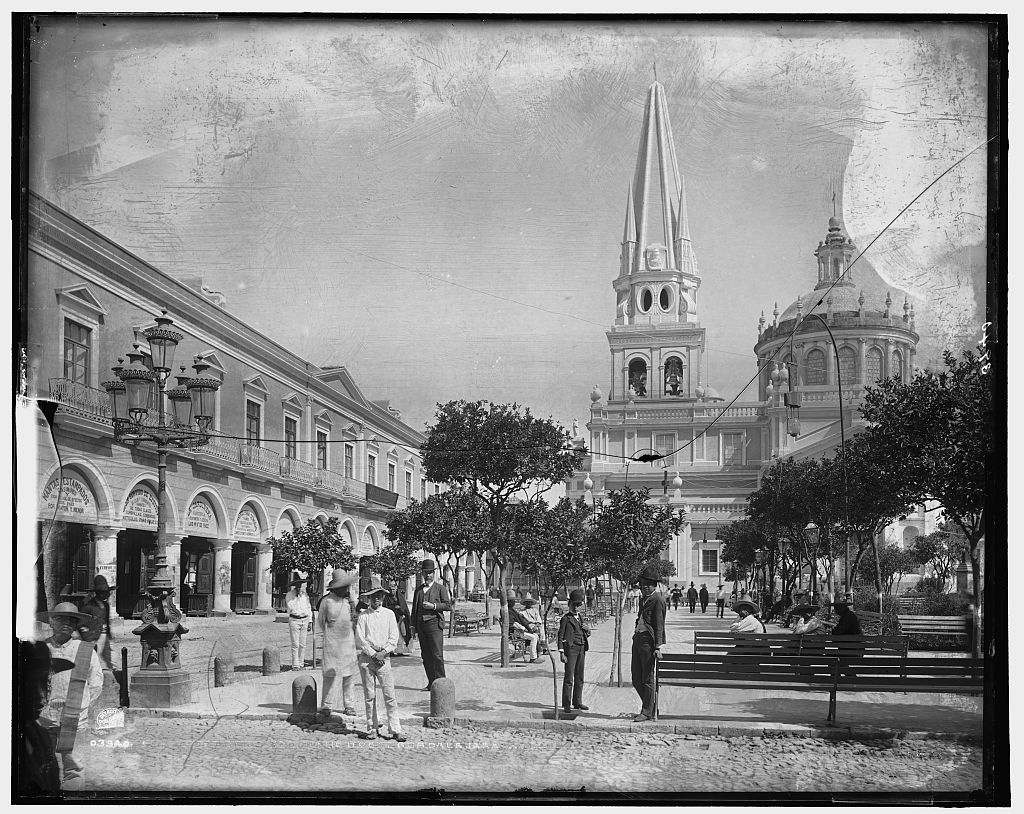
La Plaza de Armas circa 1890.
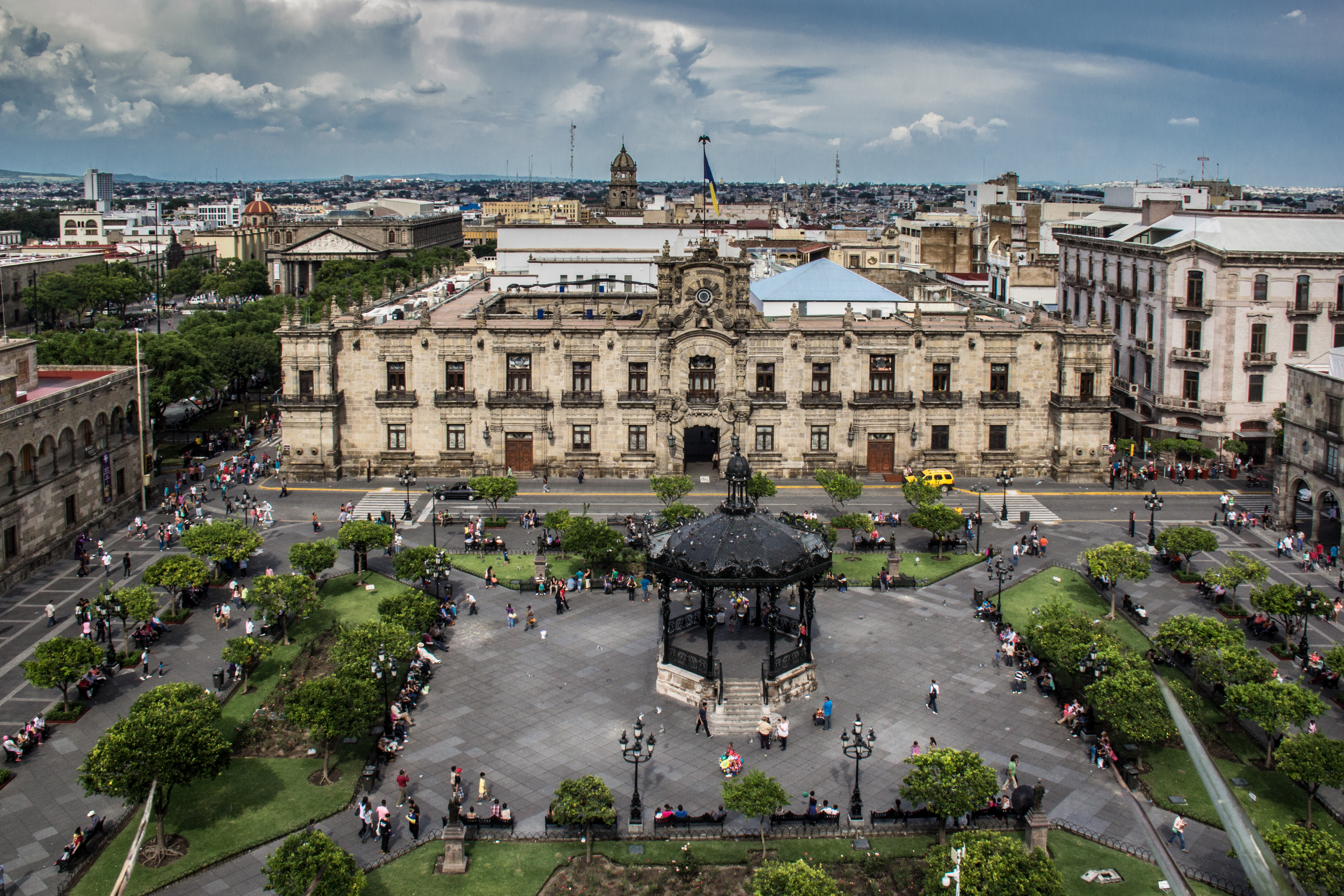
La Plaza de Armas en 2014.
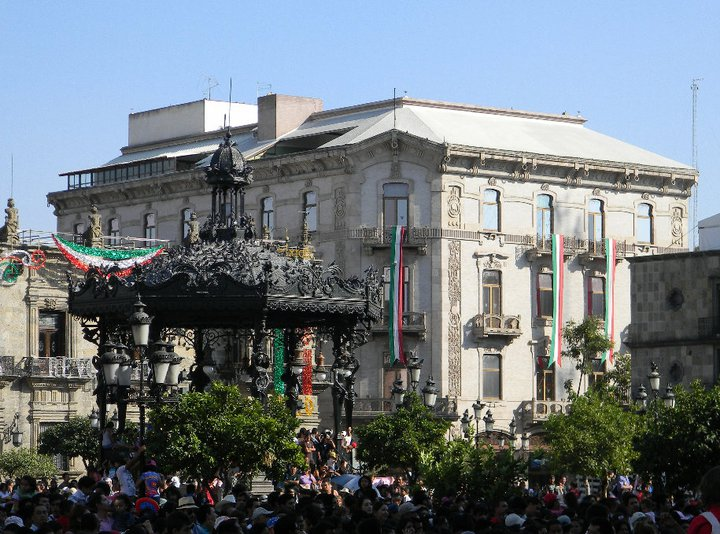
El quiosco y el Palacio de Velasco.